# Francisco Amor
Francisco Iglesias Amor (* 7. Januar 1906 in Bahía Blanca; † 6. Juni 1972 in Montevideo) war ein argentinischer Tangosänger, Komponist und Schauspieler.

## Leben und Wirken
Amor debütierte als Sänger 1936 mit einem Orchester unter Leitung von Florindo Sassone im Café El Nacional und beim Sender Radio Belgrano. In der Folgezeit trat er mit einer Theatergruppe unter César Ratti im Teatro Apolo auf und wirkte in zwei Filmen mit. In Mario Sofficis Viento norte sang er begleitet von Francisco Canaro die Titel Vidalita und Boyera von Alberto Vaccarezza und Andrés Domenech, in Pampa y cielo trat er neben Oscar Alonso, Domingo Conte und den Geschwistern Lidia, Eva und Edmundo Rivero auf.
1938 nahm er im Duo mit Roberto Maida und dem Orchester von Canaro Salud, salud auf, im Folgejahr mit Ernesto Famá Por vos yo me rompo todo und El brocal. Die Zusammenarbeit von Amor, Famá und Canaro dauerte bis 1941, es entstanden in der Zeit einige Aufnahmen, und sie realisierten u. a. die Erstaufführung von Mariano Mores’ Cuartito azul (1939, Text von Mario Battistella), und En esta tarde gris (1941, Text von José María Contursi). 1941 trennten sich Amor und Famá von Canaro und debütierten als Duo mit einer von dem Bandoneonisten Federico Scorticati geleiteten Gruppe bei Radio Splendid. Nach einer Tournee durch Uruguay trennten sich Amor und Famá, und Amor ging als Solist zu Radio Belgrano.
1947 trat Amor in Antonio Solanas Dokumentarfilm Buenos Aires Canta neben Hugo del Carril, Azucena Maizani, Niní Marshall und anderen auf. 1948 unternahm er eine Tournee durch Chile und ließ sich danach in Montevideo nieder. Dort entstanden 1958 beim Label Antar-Telefunken seine letzten Aufnahmen gemeinsam mit Astor Piazzolla, Edmundo Rivero, Horacio Salgán, Eduardo Adrián, Enrique Lucero und anderen. Daneben widmete sich Amor in Montevideo seiner anderen Passion, dem Malen und Zeichnen, und hatte Ausstellungen in einigen Staaten Südamerikas.

## Kompositionen
- Mulita
- Malambo
- Canción de junio
- El estrellero
- A mí dejame en mi barrio
- Frente a una copa